# خاني بيك
خاني بيك هي قرية في مقاطعة نظر أباد، إيران. يقدر عدد سكانها بـ 0 نسمة بحسب إحصاء 2016.